# Het Zeepaard

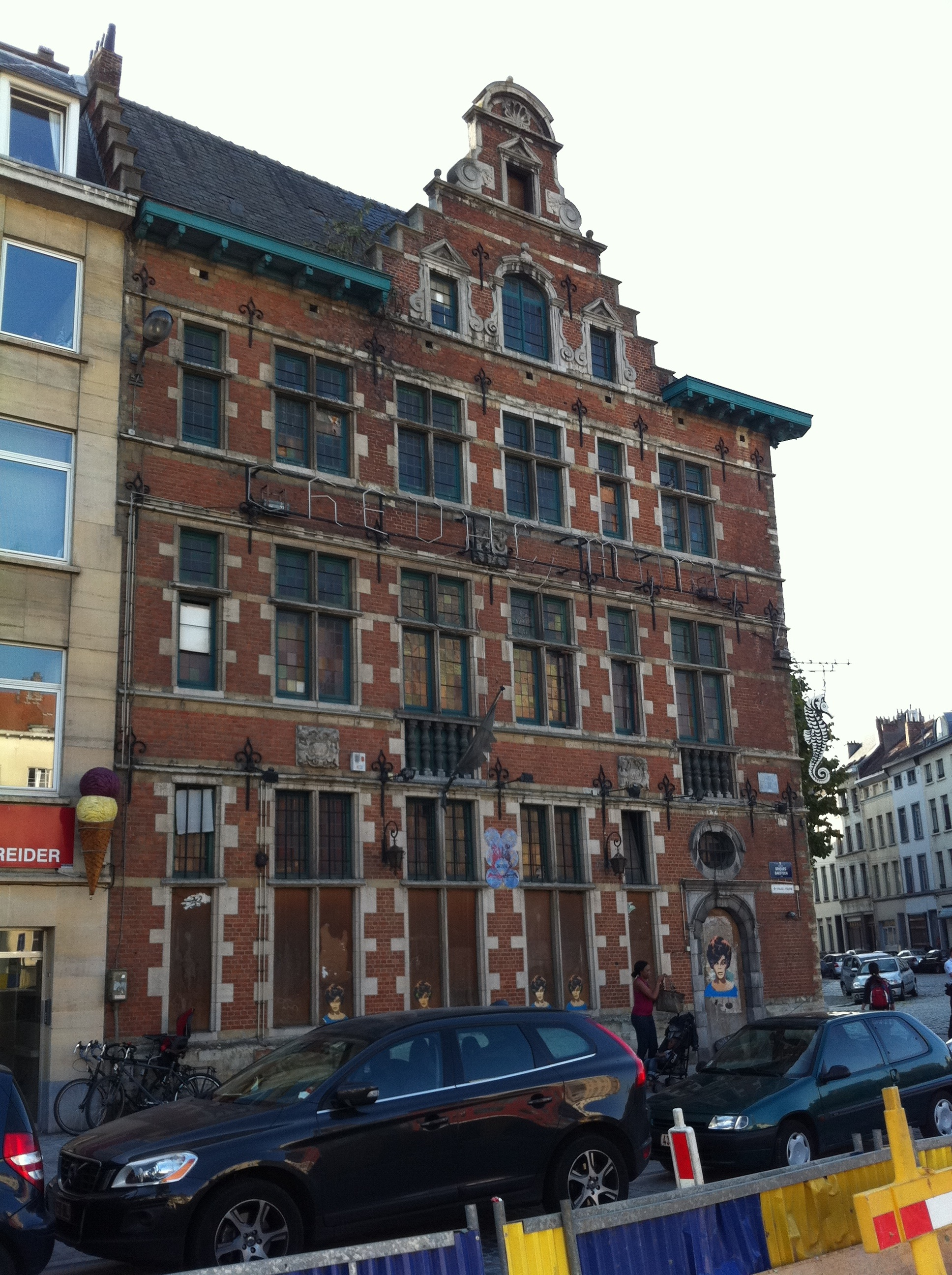
Le Cheval Marin (kant (Baksteenkaai)

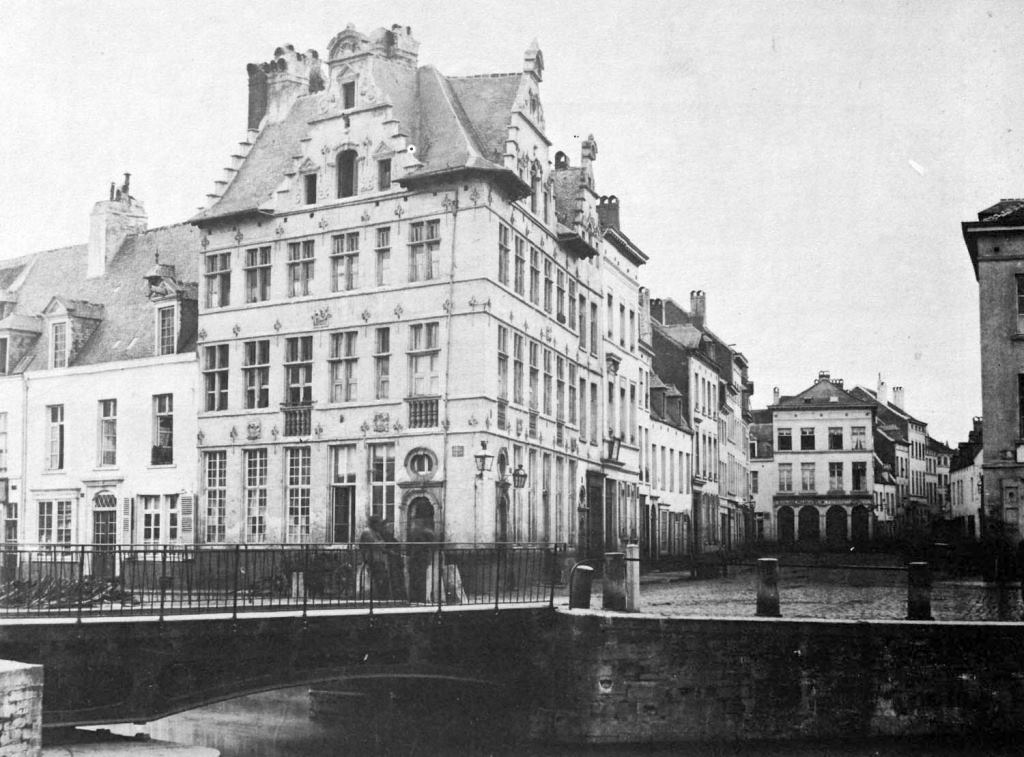
Het oorspronkelijke gebouw in 1865, vóór de afbraak.

Het Zeepaard (Frans: Le Cheval Marin) is een gereconstrueerd 17de-eeuws gebouw op de kruising van de Brusselse Baksteenkaai en de Varkensmarkt, vlak bij het Sint-Katelijneplein.

## Geschiedenis

### Havenkantoor
Het Zee-peerd in Vlaamse Renaissancestijl werd vermoedelijk gebouwd rond 1680 en diende als verblijfplaats van de kapitein van de haven van Brussel die destijds tot in de binnenstad liep. Daarnaast kon men hier ook kaartjes voor de boot naar Antwerpen kopen. Bij aanvang van de 18de eeuw verviel deze functie en werd het gebouw een 'voorspoedige herberg' in de haven. In de loop van de 18de en 19de eeuw raakte het gebouw ernstig in verval.

### Eind 19de eeuw
Brussels burgemeester Karel Buls, die bekend stond om zijn liefde voor markante gebouwen en historisch erfgoed, besloot in 1893 het pand te kopen. De bedoeling was om het gebouw volledig herop te bouwen in oorspronkelijke staat en er een kantoor van de havenpolitie en museum van te maken. In 1899 werd het gebouw gesloopt en min of meer identiek gereconstrueerd, onder leiding van architect Marcq. Dit project bleek echter erg duur uit te vallen en de stad verkocht het gebouw weer zodra het voltooid was, zonder dat het zijn voorziene functie kon waarmaken. Hierna opende er wederom een herberg.

### Restaurant
In de loop van de 20ste eeuw opende er in het pand een restaurant: Le Cheval Marin. De zaak verwierf grote bekendheid, maar ging in 1999 failliet.
Na het sluiten van Le Cheval Marin raakte het gebouw opnieuw in verval doordat de eigenaar het verwaarloosde. Het werd een krot, beklad met graffiti en overwoekerd door onkruid. In 2003 werd het gebouw op de monumentenlijst geplaatst. De buurtbewoners en erfgoedorganisaties hoopten dat er hierdoor verbetering zou komen in de situatie, maar uiteindelijk bleef een renovatie uit.
De stad kon namelijk niets doen aan de verloedering omdat Le Cheval Marin nog steeds in privéhanden verkeerde en het gebouw dus onteigend zou moeten worden. De eigenaar kreeg leegstandboetes van 49 duizend euro per jaar opgelegd, maar het duurde tot 2013 tot hij uiteindelijk een bouwvergunning aanvroeg voor de renovatie, waarbij een horecazaak beneden en appartementen boven zouden moeten komen. Een jaar later besloot de eigenaar het gebouw te koop te stellen voor 1,1 miljoen euro.
Eind 2015 werd Le Cheval Marin uiteindelijk gekocht door een vastgoedbedrijf, dat de bouwvergunning uitvoerde. Op de verdiepingen kwamen appartementen en op het gelijkvloers, gehuurd door AB InBev, een horecazaak die kortstondig opende in 2018 en definitief in 2023.